# Моррістон (Флорида)
Моррістон (англ. Morriston) — переписна місцевість (CDP) в США, в окрузі Леві штату Флорида. Населення — 165 осіб (2020).

## Географія
Моррістон розташований за координатами 29°16′52″ пн. ш. 82°26′24″ зх. д. / 29.28111° пн. ш. 82.44000° зх. д. (29.281127, -82.440031).  За даними Бюро перепису населення США в 2010 році переписна місцевість мала площу 1,06 км², уся площа — суходіл.

## Демографія
Згідно з переписом 2010 року, у переписній місцевості мешкали 164 особи в 59 домогосподарствах у складі 43 родин. Густота населення становила 155 осіб/км².  Було 73 помешкання (69/км²).
Расовий склад населення:
| - 75,6 % — білих - 1,8 % — чорних або афроамериканців - 0,6 % — корінних американців - 20,7 % — осіб інших рас |

До двох чи більше рас належало 1,2 %. Частка іспаномовних становила 37,8 % від усіх жителів.
За віковим діапазоном населення розподілялося таким чином: 26,8 % — особи молодші 18 років, 59,8 % — особи у віці 18—64 років, 13,4 % — особи у віці 65 років та старші. Медіана віку мешканця становила 40,0 року. На 100 осіб жіночої статі у переписній місцевості припадало 134,3 чоловіків;  на 100 жінок у віці від 18 років та старших — 118,2 чоловіків також старших 18 років.
Цивільне працевлаштоване населення становило 29 осіб. Основні галузі зайнятості: будівництво — 51,7 %, транспорт — 48,3 %.